# Giải Liên hoan phim Cannes cho đạo diễn xuất sắc nhất
Giải Đạo diễn xuất sắc nhất (tiếng Pháp: Prix de la mise en scène) là giải thưởng được trao thường niên tại Liên hoan phim Cannes kể từ năm 1946. Giải thưởng danh cho thành tựu đạo diễn xuất sắc nhất và do Ban giám khảo quốc tế lựa chọn từ các bộ phim trong danh sách Tranh giải chính tại liên hoan phim.
Tại Liên hoan phim Cannes lần thứ 1 được tổ chức vào năm 1946, René Clément là người đầu tiên đoạt giải này với tác phẩm La Bataille du rail. Trần Anh Hùng là đương kim của giải thưởng với tác phẩm La Passion de Dodin Bouffant tại Liên hoan phim Cannes lần thứ 76 năm 2023.

## Lịch sử
Giải thưởng được trao lần đầu tiên vào năm 1946. Giải thưởng đã không được trao trong 12 lần (1947, 1953–54, 1960, 1962–64, 1971, 1973–74, 1977 và 1980). Liên hoan hoàn toàn không được tổ chức vào các năm 1948, 1950 và 2020. Năm 1968, không có giải thưởng nào được trao do liên hoan bị hoãn giữa chừng bởi sự kiện tháng 5 năm 1968 ở Pháp. Ngoài ra, lá phiếu của ban giám khảo là ngang nhau và giải thưởng được chia cho hai đạo diễn ở 7 lần (1955, 1969, 1975, 1983, 2001–02 và 2016). Joel Coen của anh em nhà Coen là người nhận được nhiều giải nhất ở hạng mục này, với ba giải. Một nhóm đạo diễn từng nhận chung giải: Jean-Pierre & Luc Dardenne cho Le Jeune Ahmed (2019). Yuliya Ippolitovna Solntseva là người phụ nữ đầu tiên giành được giải thưởng nhờ bộ phim Povest plamennykh let năm 1961.
Chủ nhân giải Đạo diễn xuất sắc nhất hiếm khi đoạt được Cành cọ vàng (giải thưởng chính được trao tại liên hoan phim) giải thưởng này cũng được trao cho đạo diễn của bộ phim chiến thắng. Thành tích trên chỉ xảy ra hai lần: Joel Coen đoạt cả hai giải cho phim Barton Fink năm 1991; và Gus Van Sant thắng giải cho phim Elephant năm 2003.

## Danh sách thắng giải
| Indicates co-winners | Chỉ người thắng đồng giải |

| Năm            | Đạo diễn                                                                            | Tựa phim tiếng Anh                                                                  | Tựa gốc                                                                             |                        |
| -------------- | ----------------------------------------------------------------------------------- | ----------------------------------------------------------------------------------- | ----------------------------------------------------------------------------------- | ---------------------- |
| Thập niên 1940 |                                                                                     |                                                                                     |                                                                                     |                        |
| 1946           | René Clément                                                                        | The Battle of the Rails                                                             | La Bataille du rail                                                                 |                        |
| 1947           | Không trao giải năm ấy                                                              | Không trao giải năm ấy                                                              | Không trao giải năm ấy                                                              |                        |
| 1948           | Liên hoan không tổ chức, không trao giải năm ấy                                     | Liên hoan không tổ chức, không trao giải năm ấy                                     | Liên hoan không tổ chức, không trao giải năm ấy                                     |                        |
| 1949           | René Clément                                                                        | The Walls of Malapaga                                                               | Au-delà des grilles                                                                 |                        |
| Thập niên 1950 |                                                                                     |                                                                                     |                                                                                     |                        |
| 1950           | Liên hoan không tổ chức, không trao giải năm ấy                                     | Liên hoan không tổ chức, không trao giải năm ấy                                     | Liên hoan không tổ chức, không trao giải năm ấy                                     |                        |
| 1951           | Luis Buñuel                                                                         | Los Olvidados                                                                       | Los Olvidados                                                                       |                        |
| 1952           | Christian Jaque                                                                     | Fanfan la Tulipe                                                                    | Fanfan la Tulipe                                                                    |                        |
| 1953           | Không trao giải năm ấy                                                              | Không trao giải năm ấy                                                              | Không trao giải năm ấy                                                              | Không trao giải năm ấy |
| 1954           | Không trao giải năm ấy                                                              | Không trao giải năm ấy                                                              | Không trao giải năm ấy                                                              | Không trao giải năm ấy |
| 1955           | Jules Dassin                                                                        | Rififi                                                                              | Du rififi chez les hommes                                                           |                        |
| 1955           | Sergei Vasilyev                                                                     | Heroes of Shipka                                                                    | Герои Шипки                                                                         |                        |
| 1956           | Sergei Yutkevich                                                                    | Othello                                                                             | Отелло                                                                              |                        |
| 1957           | Robert Bresson                                                                      | A Man Escaped or: The Wind Bloweth Where It Listeth                                 | Un condamné à mort s'est échappé ou Le vent souffle où il veut                      |                        |
| 1958           | Ingmar Bergman                                                                      | Brink of Life                                                                       | Nära livet                                                                          |                        |
| 1959           | François Truffaut                                                                   | The 400 Blows                                                                       | Les Quatre Cents Coups                                                              |                        |
| Thập niên 1960 |                                                                                     |                                                                                     |                                                                                     |                        |
| 1960           | Không trao giải năm ấy                                                              | Không trao giải năm ấy                                                              | Không trao giải năm ấy                                                              |                        |
| 1961           | Yuliya Solntseva                                                                    | Chronicle of Flaming Years                                                          | Повесть пламенных лет                                                               |                        |
| 1962           | Không trao giải năm ấy                                                              | Không trao giải năm ấy                                                              | Không trao giải năm ấy                                                              |                        |
| 1963           | Không trao giải năm ấy                                                              | Không trao giải năm ấy                                                              | Không trao giải năm ấy                                                              |                        |
| 1964           | Không trao giải năm ấy                                                              | Không trao giải năm ấy                                                              | Không trao giải năm ấy                                                              |                        |
| 1965           | Liviu Ciulei                                                                        | Forest of the Hanged                                                                | Pădurea spânzuraților                                                               |                        |
| 1966           | Sergei Yutkevich                                                                    | Lenin in Poland                                                                     | Ленин в Польше                                                                      |                        |
| 1967           | Ferenc Kósa                                                                         | Ten Thousand Days                                                                   | Tízezer nap                                                                         |                        |
| 1968           | Liên hoan bị gián đoạn, không trao giải năm ấy do sự kiện tháng 5 năm 1968 tại Pháp | Liên hoan bị gián đoạn, không trao giải năm ấy do sự kiện tháng 5 năm 1968 tại Pháp | Liên hoan bị gián đoạn, không trao giải năm ấy do sự kiện tháng 5 năm 1968 tại Pháp |                        |
| 1969           | Glauber Rocha                                                                       | Antonio das Mortes                                                                  | O Dragão da Maldade contra o Santo Guerreiro                                        |                        |
| 1969           | Vojtěch Jasný                                                                       | All My Compatriots                                                                  | Všichni dobří rodáci                                                                |                        |
| Thập niên 1970 |                                                                                     |                                                                                     |                                                                                     |                        |
| 1970           | John Boorman                                                                        | Leo the Last                                                                        | Leo the Last                                                                        |                        |
| 1971           | Không trao giải năm ấy                                                              | Không trao giải năm ấy                                                              | Không trao giải năm ấy                                                              |                        |
| 1972           | Miklós Jancsó                                                                       | Red Psalm                                                                           | Még kér a nép                                                                       |                        |
| 1973           | Không trao giải năm ấy                                                              | Không trao giải năm ấy                                                              | Không trao giải năm ấy                                                              |                        |
| 1974           | Không trao giải năm ấy                                                              | Không trao giải năm ấy                                                              | Không trao giải năm ấy                                                              |                        |
| 1975           | Michel Brault                                                                       | Orders                                                                              | Les Ordres                                                                          |                        |
| 1975           | Costa-Gavras                                                                        | Special Section                                                                     | Section spéciale                                                                    |                        |
| 1976           | Ettore Scola                                                                        | Down and Dirty                                                                      | Brutti, sporchi e cattivi                                                           |                        |
| 1977           | Không trao giải năm ấy                                                              | Không trao giải năm ấy                                                              | Không trao giải năm ấy                                                              |                        |
| 1978           | Nagisa Ōshima                                                                       | Empire of Passion                                                                   | 愛の亡霊                                                                            |                        |
| 1979           | Terrence Malick                                                                     | Days of Heaven                                                                      | Days of Heaven                                                                      |                        |
| Thập niên 1980 |                                                                                     |                                                                                     |                                                                                     |                        |
| 1980           | Không trao giải năm ấy                                                              | Không trao giải năm ấy                                                              | Không trao giải năm ấy                                                              |                        |
| 1981           | Không trao giải năm ấy                                                              | Không trao giải năm ấy                                                              | Không trao giải năm ấy                                                              |                        |
| 1982           | Werner Herzog                                                                       | Fitzcarraldo                                                                        | Fitzcarraldo                                                                        |                        |
| 1983           | Robert Bresson                                                                      | L'Argent                                                                            | L'Argent                                                                            |                        |
| 1983           | Andrei Tarkovsky                                                                    | Nostalghia                                                                          | Nostalghia                                                                          |                        |
| 1984           | Bertrand Tavernier                                                                  | A Sunday in the Country                                                             | Un dimanche à la campagne                                                           |                        |
| 1985           | André Téchiné                                                                       | Rendez-vous                                                                         | Rendez-vous                                                                         |                        |
| 1986           | Martin Scorsese                                                                     | After Hours                                                                         | After Hours                                                                         |                        |
| 1987           | Wim Wenders                                                                         | Wings of Desire                                                                     | Der Himmel über Berlin                                                              |                        |
| 1988           | Fernando Solanas                                                                    | Sur                                                                                 | Sur                                                                                 |                        |
| 1989           | Emir Kusturica                                                                      | Time of the Gypsies                                                                 | Дом за вешање                                                                       |                        |
| Thập niên 1990 |                                                                                     |                                                                                     |                                                                                     |                        |
| 1990           | Pavel Lungin                                                                        | Taxi Blues                                                                          | Такси-блюз                                                                          |                        |
| 1991           | Joel Coen                                                                           | Barton Fink                                                                         | Barton Fink                                                                         |                        |
| 1992           | Robert Altman                                                                       | The Player                                                                          | The Player                                                                          |                        |
| 1993           | Mike Leigh                                                                          | Naked                                                                               | Naked                                                                               |                        |
| 1994           | Nanni Moretti                                                                       | Caro diario                                                                         | Caro diario                                                                         |                        |
| 1995           | Mathieu Kassovitz                                                                   | La Haine                                                                            | La Haine                                                                            |                        |
| 1996           | Joel Coen                                                                           | Fargo                                                                               | Fargo                                                                               |                        |
| 1997           | Vương Gia Vệ                                                                        | Happy Together                                                                      | 春光乍洩                                                                            |                        |
| 1998           | John Boorman                                                                        | The General                                                                         | The General                                                                         |                        |
| 1999           | Pedro Almodóvar                                                                     | All About My Mother                                                                 | Todo sobre mi madre                                                                 |                        |
| Thập niên 2000 |                                                                                     |                                                                                     |                                                                                     |                        |
| 2000           | Dương Đức Xương                                                                     | Yi Yi                                                                               | 一 一                                                                               |                        |
| 2001           | Joel Coen                                                                           | The Man Who Wasn't There                                                            | The Man Who Wasn't There                                                            |                        |
| 2001           | David Lynch                                                                         | Mulholland Drive                                                                    | Mulholland Drive                                                                    |                        |
| 2002           | Paul Thomas Anderson                                                                | Punch-Drunk Love                                                                    | Punch-Drunk Love                                                                    |                        |
| 2002           | Im Kwon-taek                                                                        | Chi-hwa-seon                                                                        | 취화선                                                                              |                        |
| 2003           | Gus Van Sant                                                                        | Elephant                                                                            | Elephant                                                                            |                        |
| 2004           | Tony Gatlif                                                                         | Exils                                                                               | Exils                                                                               |                        |
| 2005           | Michael Haneke                                                                      | Caché                                                                               | Caché                                                                               |                        |
| 2006           | Alejandro González Iñárritu                                                         | Babel                                                                               | Babel                                                                               |                        |
| 2007           | Julian Schnabel                                                                     | The Diving Bell and the Butterfly                                                   | Le Scaphandre et le Papillon                                                        |                        |
| 2008           | Nuri Bilge Ceylan                                                                   | Three Monkeys                                                                       | Üç Maymun                                                                           |                        |
| 2009           | Brillante Mendoza                                                                   | Butchered                                                                           | Kinatay                                                                             |                        |
| Thập niên 2010 |                                                                                     |                                                                                     |                                                                                     |                        |
| 2010           | Mathieu Amalric                                                                     | On Tour                                                                             | Tournée                                                                             |                        |
| 2011           | Nicolas Winding Refn                                                                | Drive                                                                               | Drive                                                                               |                        |
| 2012           | Carlos Reygadas                                                                     | Post Tenebras Lux                                                                   | Post Tenebras Lux                                                                   |                        |
| 2013           | Amat Escalante                                                                      | Heli                                                                                | Heli                                                                                |                        |
| 2014           | Bennett Miller                                                                      | Foxcatcher                                                                          | Foxcatcher                                                                          |                        |
| 2015           | Hầu Hiếu Hiền                                                                       | The Assassin                                                                        | 刺客聶隱娘                                                                          |                        |
| 2016           | Olivier Assayas                                                                     | Personal Shopper                                                                    | Personal Shopper                                                                    |                        |
| 2016           | Cristian Mungiu                                                                     | Graduation                                                                          | Bacalaureat                                                                         |                        |
| 2017           | Sofia Coppola                                                                       | The Beguiled                                                                        | The Beguiled                                                                        |                        |
| 2018           | Paweł Pawlikowski                                                                   | Cold War                                                                            | Zimna wojna                                                                         |                        |
| 2019           | Jean-Pierre & Luc Dardenne                                                          | Young Ahmed                                                                         | Le Jeune Ahmed                                                                      |                        |
| Thập niên 2020 |                                                                                     |                                                                                     |                                                                                     |                        |
| 2020           | Liên hoan không tổ chức, không trao giải năm ấy do đại dịch COVID-19                | Liên hoan không tổ chức, không trao giải năm ấy do đại dịch COVID-19                | Liên hoan không tổ chức, không trao giải năm ấy do đại dịch COVID-19                |                        |
| 2021           | Leos Carax                                                                          | Annette                                                                             | Annette                                                                             |                        |
| 2022           | Park Chan-wook                                                                      | Quyết tâm chia tay                                                                  | 헤어질 결심                                                                         |                        |
| 2023           | Trần Anh Hùng                                                                       | Muôn vị nhân gian                                                                   | La Passion de Dodin Bouffant                                                        |                        |

## Nhiều lần thắng giải
Những cá nhân sau đây đã nhận được hai giải Đạo diễn xuất sắc nhất trở lên:
| Số lần | Đạo diễn         | Quốc tịch     | Phim                                                              | Nguồn  |
| ------ | ---------------- | ------------- | ----------------------------------------------------------------- | ------ |
| 3      | Joel Coen        | Hoa Kỳ        | Barton Fink (1991), Fargo (1996), The Man Who Wasn't There (2001) | [ 16 ] |
| 2      | René Clément     | Pháp          | La Bataille du rail (1946), Au-delà des grilles (1949)            | [ 17 ] |
| 2      | Sergei Yutkevich | Liên Xô       | Othello (1956), Lenin in Poland (1966)                            | [ 18 ] |
| 2      | Robert Bresson   | Pháp          | Un condamné à mort s'est échappé (1957), L'Argent (1983)          | [ 19 ] |
| 2      | John Boorman     | Liên hiệp Anh | Leo the Last (1970), The General (1998)                           | [ 20 ] |